# Villavaquerín
Villavaquerín est une commune de la province de Valladolid dans la communauté autonome de Castille-et-León en Espagne.

## Sites et patrimoine
Les édifices et sites notables de la commune sont :
- Église Sainte-Cécile (iglesia Santa Cecilia) ;
- Chapelle Nuestra Señora de la Virgen del Prado.

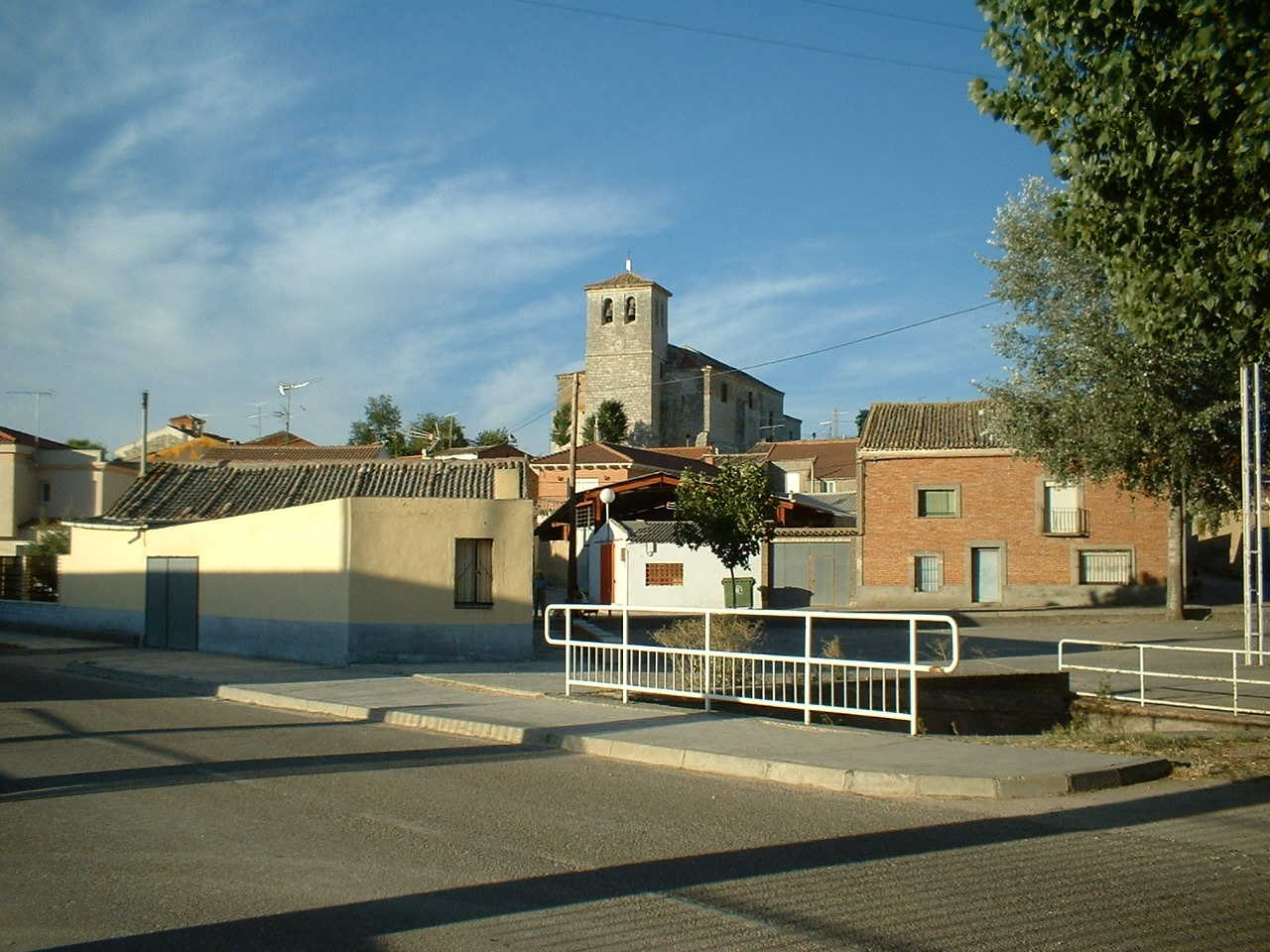
Église Sainte-Cécile.
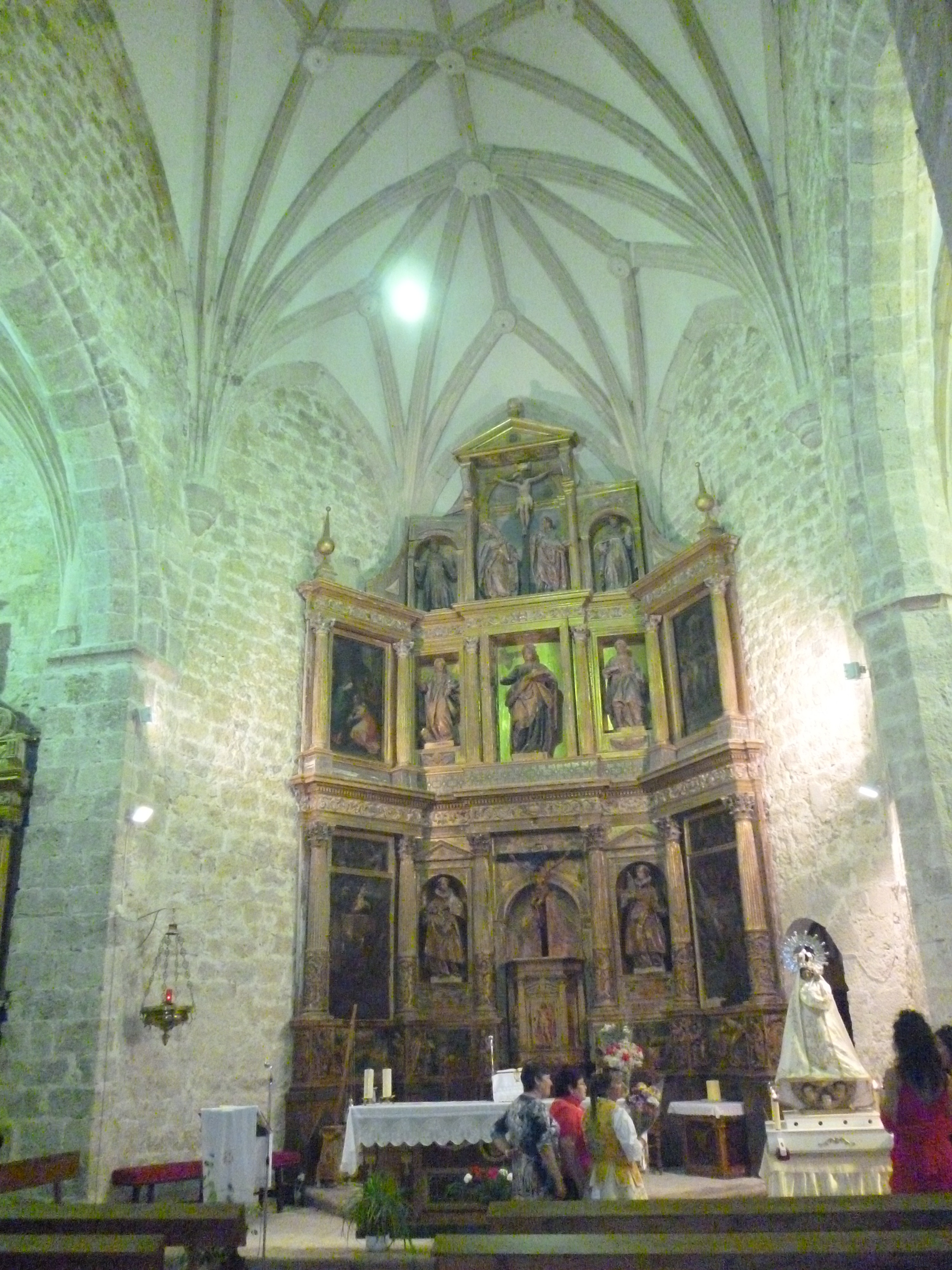
Retable de l'église Sainte-Cécile.
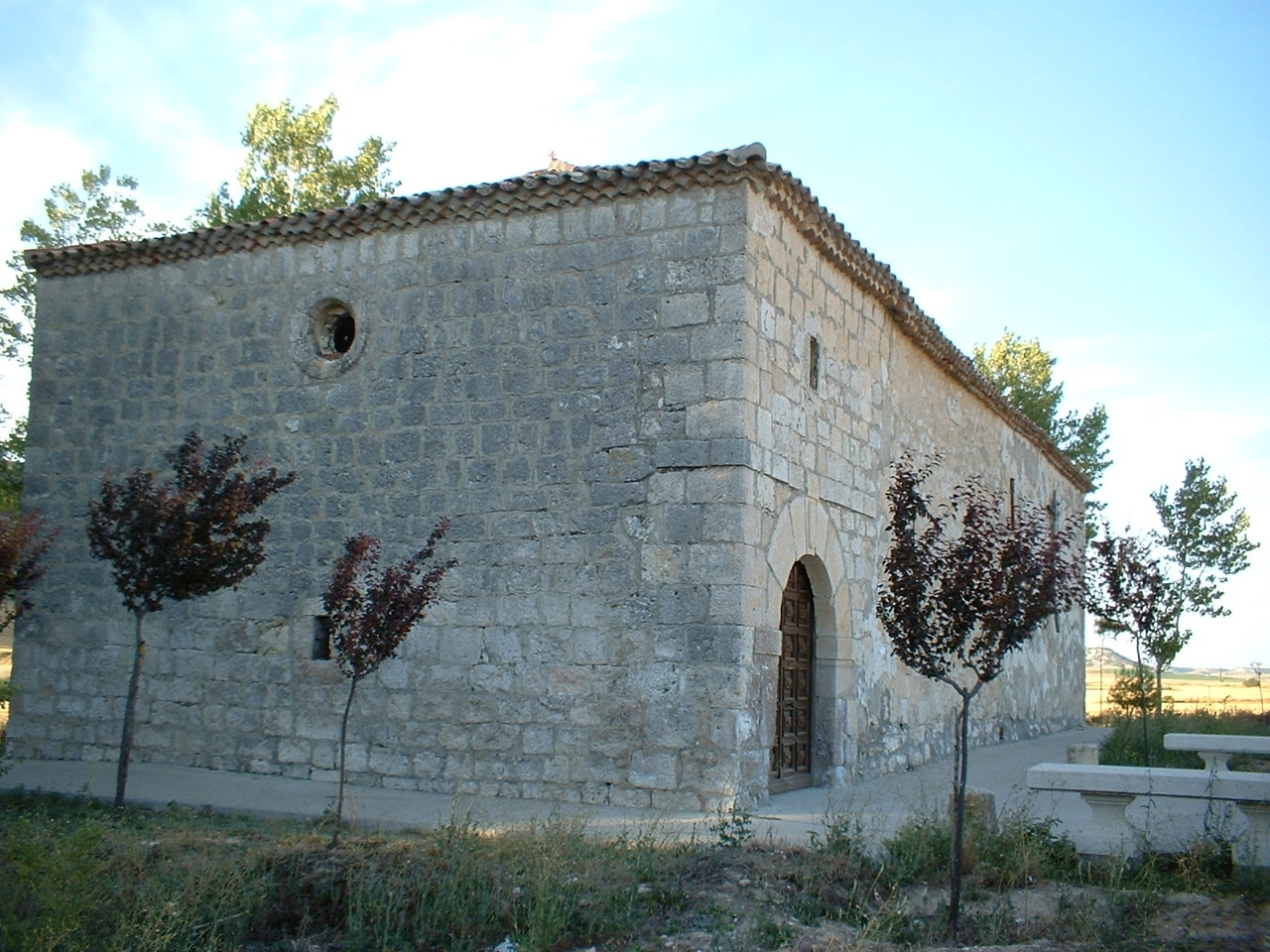
Chapelle Nuestra Señora de la Virgen del Prado.
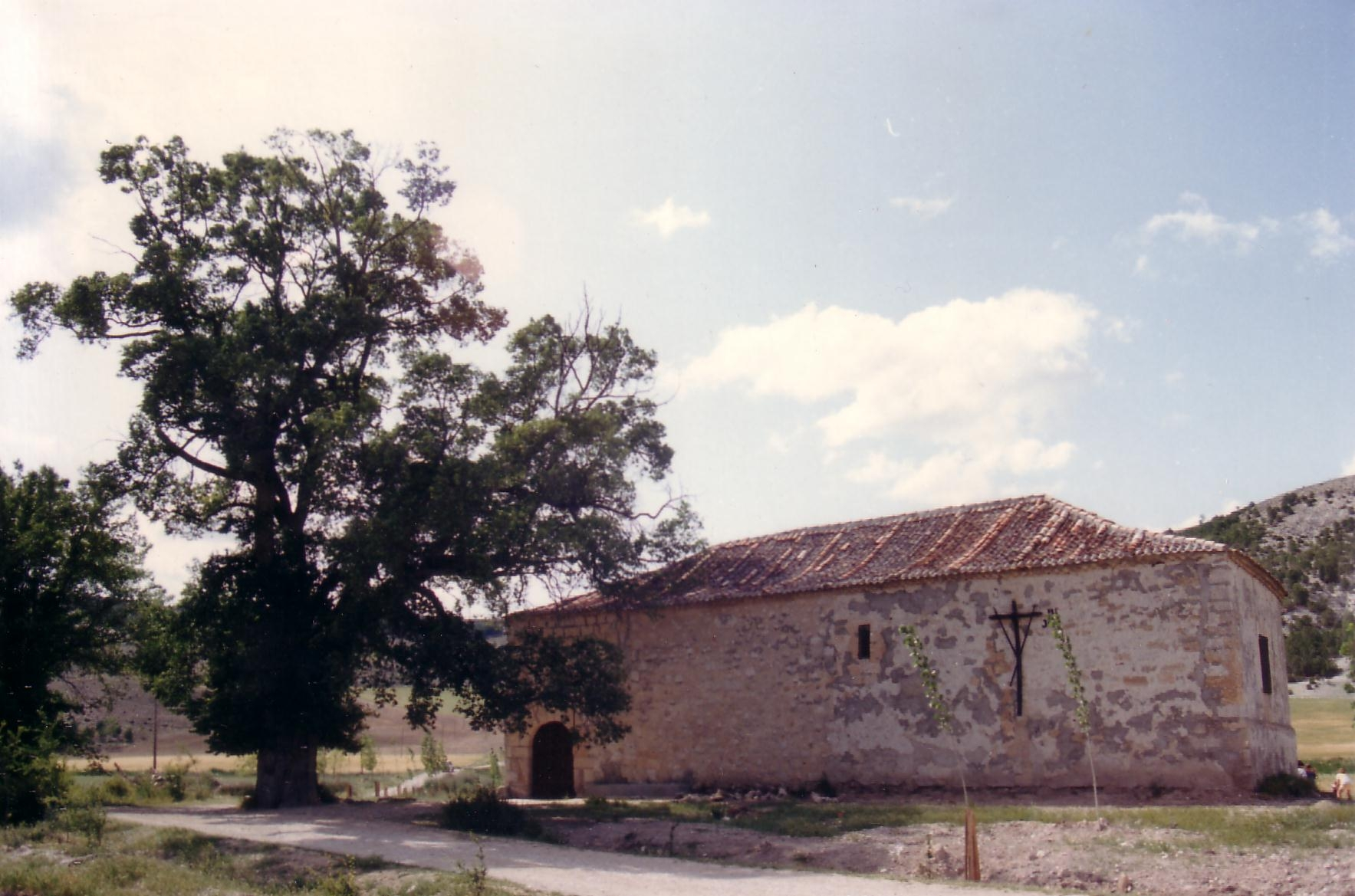
Ancienne chapelle